# Ernst Haefliger
Ernst Haefliger (Davos, 6 juli 1919 - aldaar, 17 maart 2007) was een Zwitserse tenorzanger.
Hij studeerde aan het conservatorium in Zürich. Verder studeerde hij bij Fernando Carpi in Genève en bij Julius Patzak in Wenen.
Hij had een lange en uitgebreide internationale carrière en nam veel oratoria en opera's op. In Nederland trad hij vele malen op als Evangelist bij de jaarlijkse uitvoeringen van de Matthäus-Passion van Bach bij het Concertgebouworkest in Amsterdam, onder Eduard van Beinum, Anthon van der Horst en Eugen Jochum. Van een uitvoering onder de laatstgenoemde dirigent werd door Philips ook een plaatopname gemaakt. Andere opnamen maakte hij onder Van Beinum en Jochem van Mahlers Das Lied von der Erde, beide met de sopraan Nan Merriman, en ook onder Bruno Walter met Mildred Miller. Hij was ook zeer actief in het liedrepertoire. Vanaf 1971 doceerde hij aan de Hogeschool voor Muziek en Theater in München.
De pianist Andreas Haefliger is zijn zoon.
Ernst Haefliger overleed op 87-jarige leeftijd aan een acuut hartfalen.